# Ketep
Ketep is een bestuurslaag in het regentschap Magelang van de provincie Midden-Java, Indonesië. Ketep telt 2246 inwoners (volkstelling 2010).